# Tomoyasu Hirose
Tomoyasu Hirose (jap. 廣瀬 智靖 Hirose Tomoyasu; ur. 11 września 1989) – japoński piłkarz występujący na pozycji pomocnika.

## Kariera klubowa
Od 2008 do 2015 roku występował w klubach Montedio Yamagata i Tokushima Vortis.